# Ribnitsa
Ribnitsa (bulgariska: Рибница) är ett distrikt i Bulgarien.   Det ligger i kommunen Obsjtina Rudozem och regionen Smoljan, i den södra delen av landet, 190 km sydost om huvudstaden Sofia.
I omgivningarna runt Ribnitsa växer i huvudsak blandskog. Runt Ribnitsa är det ganska tätbefolkat, med 75 invånare per kvadratkilometer.